# 部落問題研究所
公益社団法人部落問題研究所（ぶらくもんだいけんきゅうしょ）は、日本の部落差別問題研究団体である。所在地は京都府京都市左京区。
雑誌『人権と部落問題』（月刊）、研究所紀要『部落問題研究』（季刊）などの定期刊行物を刊行している。
日本共産党や、全国地域人権運動総連合とは事実上、協力関係を持っており、部落解放同盟（解放同盟）や、その研究部門である部落解放・人権研究所と対立関係にある。

## 歴史
1948年10月1日、朝田善之助、木村京太郎、小森茂、中川忠次たちが京都市左京区の朝田宅にて創立。同年12月、新村猛が所長に就任。
1949年2月、機関誌『部落問題研究』を創刊。同誌は、のちに『部落問題』『部落』『人権と部落問題』と改称。
1951年12月、文部省の認可による社団法人の民間学術研究機関となる。同年から部落問題講習会（のち部落問題夏期講座）を主催。理事長（所長）に奈良本辰也が就任、これ以降8期16年間を務める。
1952年から、文部省より民間学術機関補助金を受ける。
1954年、井上清、奈良本辰也、林屋辰三郎など、研究所の研究員となっていた歴史家の分担執筆による通史『部落の歴史と解放運動』を発刊。
1957年、研究所紀要『部落問題研究』刊行開始。
1963年から、部落問題研究者全国集会を主催。
1965年、朝日賞受賞。
1965年から、同年8月11日の同和対策審議会答申への評価をめぐって部落解放同盟と対立。翌年、文化厚生会館事件によって、朝田善之助を委員長とする解放同盟京都府連と対立。奈良本辰也理事長と林屋辰三郎、原田伴彦、上田一雄の三理事が辞任。
1967年、藤谷俊雄が理事長に就任。
1972年、『水平運動史の研究』に対して毎日新聞社から学術奨励金を受ける。
1974年7月、兵庫県豊岡市にて、市長や教育長が出席する部落解放同盟の確認会の席上、「豊岡市立図書館の蔵書のうち、部落問題研究所発行の書籍は、市民の閲覧を中止する」「同和教育の副読本として『はぐるま』（部落問題研究所編）を使わない」ということが確認される。1976年10月には、福岡県北九州市でも市立図書館や公立校などの公共施設から部落問題研究所の刊行物が排除されている。
1991年11月29日、部落解放同盟から「事情の良く判らない海外の関係者に、あたかも部落解放同盟が暴力団体であり、利権団体であるかのような宣伝を繰り返し行った」との理由により、全国部落解放運動連合会と共に名誉毀損で提訴される。部落問題研究所と全国部落解放運動連合会は、この裁判を"「解同」暴力糾明裁判"と呼び、部落解放同盟の犯罪行為を法廷で追及。
1994年、部落解放同盟が提訴を取り下げる。部落問題研究所は「暴力・利権集団であることを解同自らが認めた」「解同側の全面的な敗北宣言」との声明を発表。